# Nyugotszenterzsébet
Nyugotszenterzsébet es un pueblo ubicado en el distrito de Szigetvár, en el condado de Baranya, Hungría.

## Superficie
Posee una superficie de 9,230 kilómetros cuadrados.

## Demografía
Hasta 2019 la población era de 239 habitantes, con una densidad de población de 25,89 habitantes por kilómetro cuadrado.